# 洛克威大道車站 (IND福爾頓街線)
洛克威大道車站（英語：Rockaway Avenue station）是紐約地鐵IND福爾頓街線的慢車地鐵站，位於布魯克林洛克威街及福爾頓街交界，設有C線（任何時候停站（深夜除外））和A線（僅深夜停站）列車服務。

## 車站結構
車站在1936年4月9日啟用時，洛克威大道是IND福爾頓街線的總站。
| Ground | 街道     | 出入口                                                                     |
| 夾層   | 夾層     | 閘機、車站詢問處、Metrocard自動售票機                                      |
| 月台層 | 側式月台 | 側式月台                                                                   |
| 月台層 | 西行慢車 | ← 往168街 (勞夫大道) ← 深夜時往英伍德-207街 (勞夫大道)                     |
| 月台層 | 西行快車 | ← 不停靠                                                                   |
| 月台層 | 東行快車 | → 不停靠 →                                                                 |
| 月台層 | 東行慢車 | → 往尤克利德大道 (百老匯交匯) → → 深夜時往遠洛克威-莫特大道 (百老匯交匯) → |
| 月台層 | 側式月台 |                                                                            |

此站設有兩個側式月台和四條軌道，站名牌是紫底白字。

## 外部連結
- nycsubway.org—IND Fulton: Rockaway Avenue
- Station Reporter — C Train
- The Subway Nut — Rockaway Avenue Pictures （页面存档备份，存于）
- Rockaway Avenue entrance from Google Maps Street View
- Boyland St/Hopkinson Av entrance from Google Maps Street View
- Platforms from Google Maps Street View